# قائمة أعمال آثار الحكيم
آثار الحكيم ممثلة مصرية، شاركت في أعمال عديدة في السينما المصرية والتليفزيون المصري لأكثر من ثلاثين عاماً.
هذه قائمة بمعظم أعمال التي شاركت بها آثار الحكيم  مرتبة حسب السنة:

## الأفلام
- 1979: قاتل ما قتلش حد
- 1979: الملاعين
- 1980: الإخوة الغرباء
- 1981: طائر على الطريق
- 1981: علاقة خطرة
- 1981: زيارة سرية
- 1981: أنا لا أكذب و لكني أتجمل
- 1982: من يطفئ النار
- 1982: الدباح
- 1983: مملكة الهلوسة
- 1983: أيوب
- 1984: فقراء لا يدخلون الجنة
- 1984: الثعلب والعنب
- 1985: ملائكة الشوارع
- 1985: مقص عم قنديل
- 1985: الكف
- 1985: الحلال يكسب
- 1986: فقراء ولكن سعداء
- 1986: أنغام
- 1986: المشهد الأخير
- 1986: الحب فوق هضبة الهرم
- 1987: قاهر الزمن
- 1987: النمر والأنثى
- 1987: الرجل الصعيدي
- 1988: طير في السما
- 1988: بطل من ورق
- 1989: كراكيب
- 1990: عشش الترجمان
- 1990: اللعبة الأخيرة
- 1991: قانون إيكا
- 1991: لعبة الأشرار
- 1991: شاويش نص الليل
- 1991: المشاغبات والكابتن
- 1991: البحث عن سيد مرزوق
- 1992: شياطين الشرطة
- 1993: مطاردة في الممنوع
- 1994: الحقيقة اسمها سالم
- 1995: إحنا ولاد النهاردة
- 1997: إثر حادث أليم
- 1998: أشغال شاقة
- 2000: حبيبتي من تكون
- 2001: عنبر والألوان

## المسلسلات
- 1976: بلا عتاب
- 1977: لا شيءيهم
- 1979: الرجل الذي أحبه
- 1979: أبنائي الأعزاء..شكراً
- 1980: صيام صيام
- 1983: حتى لا يختنق الحب
- 1986: سفر الأحلام
- 1986: الحب وأشياء أخرى
- 1987: الزنكلوني
- 1989: ليالي الحلمية (ج2)
- 1990: ليالي الحلمية (ج3)
- 1990: قابيل وقابيل
- 1991: وداعا يا ربيع العمر
- 1994: قلبي ليس في جيبي
- 1994: الف ليلة وليلة
- 1996: ترويض الشرسة
- 1997: زيزينيا (ج1)
- 1997: حكاية بلا بداية ولا نهاية
- 1998: نحن لا نزرع الشوك
- 1998: أمر إزالة
- 2000: الفرار من الحب
- 2004: فريسكا
- 2005: قناديل البحر
- 2006: الحب بعد المداولة
- 2009: الوتر المشدود

### السهرات التلفزيونية
- هو وهو
- 1981: أم مثالية
- 1988: الحقيقة
- 1993: قطرات ندى
- 1994: القلب الحائر
- 1995: وعادت زوجتي

## المسلسلات الإذاعية
- 1979: لم نعد جواري لكم
- 1992: لسان العصفور
- 1999: الناجح يرفع إيده